# Qian-Xuesen-Labor für Weltraumtechnologie
Das Qian-Xuesen-Labor für Weltraumtechnologie (chinesisch 錢學森空間技術實驗室 / 钱学森空间技术实验室, Pinyin Qián Xuésēn Kōngjiān Jìshù Shíyànshì) ist der geläufige Name für das Innovationszentrum (创新中心, Pinyin Chuàngxīn Zhōngxīn) der Chinesischen Akademie für Weltraumtechnologie (CAST), der Führungsgesellschaft der China Aerospace Science and Technology Corporation für das Geschäftsfeld Raumflugkörper. Am Qian-Xuesen-Labor befasst man sich mit Grundlagenforschung und der langfristigen Planung der Unternehmensstrategie. Dort werden die ersten Konzepte für komplexe Projekte wie die Asteroidenmission oder die Internationale Mondforschungsstation entwickelt. Die Räumlichkeiten des Labors befinden sich in der Raumfahrtstadt ganz im Norden des Pekinger Stadtbezirks Haidian, etwa 700 m östlich der Firmenzentrale von CAST.

## Zweck
Das Qian-Xuesen-Labor für Weltraumtechnologie wurde am 9. Dezember 2011 anlässlich des 100. Geburtstags von Qian Xuesen (11. Dezember) gegründet, dem Vater der chinesischen Raumfahrt. Mit zunächst 200–300 festangestellten Mitarbeitern und 200 Gastwissenschaftlern, dazu noch Doktoranden und Postdocs, sollte es als Innovationszentrum dienen, als Ort zum Ausbrüten neuer Ideen.
Seit der Tiefgreifenden Reform der Landesverteidigung und des Militärs vom 1. Januar 2016 fungiert das Qian-Xuesen-Labor auch als Plattform, wo Wissenschaftler und Ingenieure von der Wissenschafts- und Technikkommission der Zentralen Militärkommission, der Nationalen Behörde für Wissenschaft, Technik und Industrie in der Landesverteidigung
sowie den anderen Akademien und Tochterfirmen der China Aerospace Science and Technology Corporation zusammenkommen und gemeinsam Projekte planen können. Außerdem arbeitet das Qian-Xuesen-Labor mit der Russischen Ziolkowski-Akademie der Raumfahrtwissenschaften
und inländischen Universitäten wie der Zhejiang-Universität oder der Universität für Elektrotechnik und Elektronik Xi’an zusammen. Nach dem Tenure-Track-Verfahren werden Gastwissenschaftler nach einer gewissen Zeit fest übernommen.
Als bei einer Umstrukturierung der mittleren Führungsebene bei CAST am 14. August 2020 die Hauptentwicklungsabteilung (北京空间飞行器总体设计部, auch bekannt als „Forschungsinstitut 501“) in zwei Hauptabteilungen unterteilt wurde, wurden das Qian-Xuesen-Labor für Weltraumtechnologie diesen als dritter Unternehmensbereich gleichgestellt. Seitdem ist bei CAST die Ebene unterhalb des Vorstands folgendermaßen gegliedert:
- Innovationszentrum bzw. Qian-Xuesen-Labor, für langfristige, fachbereichsübergreifende Planungen
- Hauptabteilung Großprojekte, primär für Projekte, die aus dem Fonds für Nationale wissenschaftlich-technische Großprojekte gefördert werden (Mondprogramm, Marsprogramm, bemannte Raumfahrt etc.)
- Hauptabteilung Satelliten, primär kommerziell ausgerichtet, für zivile und militärische Satelliten aller Art (Erdbeobachtung, Kommunikation, Navigation etc.)[5]

## Struktur
Das Qian-Xuesen-Labor wird von einem Verwaltungsrat (管理委员会) und einem Wissenschaftsrat (学术委员会) geleitet. Vorsitzender des Verwaltungsrats ist der Vorstandsvorsitzende der Chinesischen Akademie für Weltraumtechnologie (seit Dezember 2022 Li Daming), die anderen Mitglieder stammen ebenfalls aus der Führungsebene der Firma. Aus dem Verwaltungsrat wird der Leiter des Labors bestimmt, ein Amt, das seit Januar 2023 Chu Haibin (初海彬) innehat,
gleichzeitig stellvertretender Vorstandsvorsitzender von CAST.
Er ist für das Tagesgeschäft des Labors zuständig, für die Verwaltung und für die Patente. Außerdem ist er für Sicherheit und Geheimhaltung verantwortlich und berichtet direkt dem Vorstand der Chinesische Akademie für Weltraumtechnologie.
Der Wissenschaftsrat wird seit dem 6. September 2013 von dem Nachrichtentechnik-Ingenieur Bao Weimin geleitet, dem Aufsichtsratsvorsitzenden der China Aerospace Science and Technology Corporation (die Muttergesellschaft der Akademie für Weltraumtechnologie).
Dort sitzen erfahrene Ingenieure wie Ye Peijian, der Chefkonstrukteur der ersten Mondsonden, oder Zhang Bainan, der Chefkonstrukteur des bemannten Raumschiffs der neuen Generation, die häufig bereits 院士, also Mitglied der Chinesischen Akademie der Wissenschaften oder der Chinesischen Akademie der Ingenieurwissenschaften sind.
Während der Verwaltungsrat eine ähnliche Funktion wie ein Unternehmensvorstand hat, entspricht der Wissenschaftsrat der „Kommission für Wissenschaft und Technik“ bei den im Technologiebereich tätigen Staatsbetrieben Chinas bzw. dem Aufsichtsrat bei börsennotierten Unternehmen. Das Qian-Xuesen-Labor dient von seiner Zielsetzung her zwar durchaus der freien, ungebundenen Forschung, die Ergebnisse dieser Forschung sollen aber eines Tages die Einnahmen der China Aerospace Science and Technology Corporation steigern bzw. der Volksrepublik China zugutekommen. Daher hat der Wissenschaftsrat darauf zu achten, dass sich die Mitarbeiter des Labors, obwohl Pläne auch für die fernere Zukunft durchaus erwünscht sind, nicht in völlig unrealistische Projekte vertiefen. Um dies sicherzustellen, gibt es zum einen das übliche „Beweisführungsverfahren“ (论证), bei dem die Forscher ihre Projekte vorstellen und Machbarkeit, Finanzierbarkeit und Zukunftspotential darlegen müssen. Außerdem müssen sich die zunächst befristet angestellten Gastwissenschaftler einer regelmäßigen Abschätzung ihrer Leistungsfähigkeit (考核) unterziehen.
Das Qian-Xuesen-Labor verfügt über vier Forschungsabteilungen am Stammsitz in Peking, eine Außenstelle in Foshan und seit dem 28. Februar 2018 ein gemeinsames Entwicklungszentrum mit der Hangtian Dong Fang Hong Satelliten GmbH, einer Tochterfirma der Chinesischen Akademie für Weltraumtechnologie:
- Forschungsabteilung für Entwicklungsstrategie (发展战略研究部)
- Forschungsabteilung für komplexe Projekte (系统项目研究部)
- Forschungsabteilung für Grundlagenforschung betreffs Weltraumnutzung (空间应用基础研究部)
- Forschungsabteilung für Weltraumwissenschaften (空间科学研究部)
- Außenstelle Foshan des Qian-Xuesen-Labors für Weltraumtechnologie (钱学森空间技术实验室佛山分部)
- Gemeinsames Entwicklungszentrum von Qian-Xuesen-Labor und Dong Fang Hong (钱学森空间技术实验室-航天东方红公司联合研发中心)[12]

Die wichtigen Partnerinstitutionen des Labors betreiben in dessen Räumlichkeiten eigene Forschungsabteilungen:
- Innovationslabor der Wissenschafts- und Technikkommission der Zentralen Militärkommission (中央军委科技委创新工作站)
- Innovationszentrum für Weltraumtechnologie der Nationalen Behörde für Wissenschaft, Technik und Industrie in der Landesverteidigung (国防科技工业空间技术创新中心)
- Forschungszentrum für die Entwicklung komplexer Projekte der China Aerospace Science and Technology Corporation (中国航天科技集团系统发展研究中心)
- Forschungszentrum für intelligente Produktion (空间智能制造研究中心, ein Gemeinschaftsunternehmen mit der Jiaotong-Universität Xi’an)[13]
- Entwicklungszentrum der Chinesischen Akademie für Weltraumtechnologie (中国空间技术研究院研发中心)

Außerdem gibt es noch sogenannte „Akademikerwerkstätten“ (院士工作室), die von und für Mitglieder der Chinesischen Akademie der Wissenschaften und der Chinesischen Akademie der Ingenieurwissenschaften je nach aktuellem Bedarf eingerichtet werden. Stand 2020 sind dies:
- Akademikerwerkstatt von Zheng Ping (郑平院士工作室)[14][15]
- Akademikerwerkstatt von Duan Baoyan (段宝岩院士工作室)[16]
- Akademikerwerkstatt für die für ein Überleben außerhalb der Erde nötigen physikalisch-chemischen Prozesse (地外生存物理化学过程院士工作室)[17]
- Akademikerwerkstatt für die Erkundung von Exoplaneten (系外行星探测院士工作室)[18][19]
- Akademikerwerkstatt für Produktion im Weltall (太空制造院士工作室)[20]

## Wichtige Projekte

### 3D-Druck
Ein wichtiges Forschungsgebiet am Qian-Xuesen-Labor, das auf Anweisung der China Aerospace Science and Technology Corporation und der Chinesischen Akademie für Weltraumtechnologie bearbeitet wird, ist 3D-Druck im Weltall. Hierbei arbeitete man 2019 intensiv mit deutschen Wissenschaftlern zusammen. Am 20. Februar 2019, dem 51. Jahrestag der Gründung der Chinesischen Akademie für Weltraumtechnologie, besuchte ein Delegation unter der Leitung von Andreas Meyer, dem Direktor des Instituts für Materialphysik im Weltraum des Deutschen Zentrums für Luft- und Raumfahrt,
und Jens Günster, einem Experten für Keramik und 3D-Druck von der Bundesanstalt für Materialforschung und -prüfung,
das Qian-Xuesen-Labor. Dort stellten Meyer und Günster ihr Verfahren zum selektiven Lasersintern von Metallpulver vor,
das am 29. Januar 2022 von der Mobilen Raketenbasis, einer Abteilung des DLR,
bei der Mission MAPHEUS 9 (MAterialPHysikalische Experimente Unter Schwerelosigkeit) an Bord einer Höhenforschungsrakete vom Typ Improved Malemute am European Space and Sounding Rocket Range bei Kiruna in Schweden erprobt wurde.
Außerdem besprach man auf dem Symposium die Möglichkeiten, mittels 3D-Druck Ziegelsteine aus Regolith herzustellen, in denen auf einer Mondbasis diesseits des Polarkreises – die Internationale Mondforschungsstation umfasst nach neueren Planungen die gesamte Mondoberfläche – die Tageshitze gespeichert werden könnte, Hitze, die während der zweiwöchigen Mondnacht zur Erzeugung von elektrischer Energie oder zum Warmhalten von Geräten genutzt werden kann,
ähnlich den n-Undekan-Wärmflaschen auf dem Rover der Marsmission Tianwen-1. Am Qian-Xuesen-Labor befasst sich der Energie-Ingenieur Yao Wei (姚伟), Leiter der Forschungsabteilung für Weltraumwissenschaften und der dortigen Gruppe für die Bewohnbarkeit und langfristig aufrechterhaltbare Erkundung von Planeten (行星宜居性及可持续探索团队), mit diesem Thema.
Die Bundesanstalt für Materialforschung und -prüfung arbeitet auch an der Herstellung von Bauteilen aus massiven metallischen Gläsern mittels 3D-Druck,
ein Gebiet, an dem beim Qian-Xuesen-Labor ebenfalls ein großes Interesse besteht
und auf dem China bereits seit 2010 mit dem Institut für Materialphysik im Weltraum des DLR zusammenarbeitet. Neben Andreas Meyer – und dem Chinesisch-Deutschen Zentrum für Wissenschaftsförderung – war hierbei von Anfang an der Materialphysiker Wang Weihua (汪卫华, * 1963) die treibende Kraft, damals noch beim Institut für Physik der Chinesischen Akademie der Wissenschaften tätig.
Am 17. April 2018 wurde Wang Weihua beim Qian-Xuesen-Labor als einer der drei Leiter der neugegründeten Akademikerwerkstatt für die für ein Überleben außerhalb der Erde nötigen physikalisch-chemischen Prozesse angestellt
und betreibt diese Forschungen dort nun intensiv weiter.
Als vom 28. bis 30. Oktober 2019 vom BAM und dem Qian-Xuesen-Labor in Berlin das 2. Deutsch-Chinesische Symposium zum 3D-Druck im Weltall abgehalten wurde, mit Teilnehmern von zahlreichen deutschen und chinesischen Universitäten und Forschungseinrichtungen,
nutzte die Qian-Xuesen-Delegation unter der Leitung von Wang Weihua und Yao Wei die Gelegenheit, um Jens Günsters Labor auf dem BAM-Zeiggelände Fabeckstraße zu besichtigen.
Die vier Wissenschaftler zeigten sich vor allem von den Schraubenschlüsseln beeindruckt, die Günsters Gruppe Anfang März 2018 an Bord des europäischen Parabelflugzeugs hergestellt hatte.
Natürlich handelte es sich hierbei zunächst nur um das Äquivalent von Werkzeug aus Gusseisen, also von begrenztem praktischen Nutzen. Für Bauteile aus metallischem Massivglas gibt es in der Raumfahrt jedoch tatsächlich Anwendungen. Man kam überein, dass eine Zusammenarbeit auf diesem Gebiet für beide Seiten von Nutzen wäre und vereinbarte, dass das Qian-Xuesen-Labor das – sehr teure – Material zur Verfügung stellen würde, während die Bundesanstalt für Materialforschung und -prüfung die Drucktechnologie einbringen würde.
Seit 2021 wird metallisches Glas auf Palladium-Basis im Labormaßstab mit dem behälterlosen Schmelzofen im Kernmodul Tianhe der Chinesischen Raumstation hergestellt.

### 4D-Druck
4D-Druck ist eine relativ neue Technik, bei der im 3D-Druck in eine passive Matrix aktive Materialien eingefügt werden, die einen so hergestellten Gegenstand unter äußeren Reizen wie Wärme zu einer vorher programmierbaren Zielform verformen und so zum Beispiel den Bau von während einer Mission rekonfigurierbaren Raumflugkörpern ermöglichen. Seit dem 25. März 2021 ist dieses Gebiet am Forschungszentrum für intelligente Produktion angesiedelt, das das Qian-Xuesen-Labor in seinen Pekinger Räumlichkeiten zusammen mit der Akademie für Spitzenausrüstung (高端装备研究院) der Fakultät für Maschinenbau der Jiaotong-Universität Xi’an betreibt.
Die Leitung der Arbeitsgruppe intelligente Werkstoffe und funktionale Strukturen (智能材料与功能结构团队) haben Wang Pengfei (王鹏飞, * 1985), einer der beiden stellvertretenden Leiter des Forschungszentrums für intelligente Produktion, und Feng Xiangchao (冯相超).
2021 gelang es der Gruppe, die Zielform eines in 4D-Druck hergestellten Körpers mit einer maximalen Abweichung von 0,2 % zu erreichen.

### Orbitales Sonnenkraftwerk
Der Bau eines Sonnenkraftwerks in einer geostationären Umlaufbahn wurde bereits 2010 von Mitgliedern der Chinesischen Akademie der Wissenschaften und der Chinesischen Akademie der Ingenieurwissenschaften vorgeschlagen. An der Chinesischen Akademie für Weltraumtechnologie wurde das Projekt von Wang Xiji vorangetrieben.
Im September 2012 wurde am Qian-Xuesen-Labor das Forschungszentrum für Weltraumenergietechnik (空间能源技术研究中心) unter der Leitung von Wang Li (王立, * 1966) eingerichtet, Professor für Physikalische Elektrotechnik und zu diesem Zeitpunkt stellvertretender Chefwissenschaftler (副总研究师) in der Hauptentwicklungsabteilung von CAST.
2014 wurde schließlich Duan Baoyan, 2002–2012 Rektor der Universität für Elektrotechnik und Elektronik Xi’an, vom Qian-Xuesen-Labor angestellt, um sich als Chefwissenschaftler in der nach ihm benannten Akademikerwerkstatt konkret mit den Fragen rund um ein derartiges Sonnenkraftwerk zu befassen.
Anders als in Wang Xijis ursprünglichem Konzept

plante die Gruppe um Duan Baoyan aus Gewichtsersparnisgründen nicht mehr, große Solarzellenflächen zu installieren. 2014/2015 wollte man stattdessen zunächst das Sonnenlicht in einer aus zahlreichen sechseckigen Spiegelelementen zusammengesetzten, oben und unten offenen sowie an den Seiten je nach Sonnenstand aufklappbaren Hohlkugel von 8–10 km Durchmesser sammeln und auf ein relativ kleines Solarmodul im Fokus des Hohlspiegels reflektieren. Ein alternativer Vorschlag für die Spiegelelemente war, diese nicht aufklappbar zu gestalten, sondern als Einwegspiegel. Der von dieser sogenannten SSPS-OMEGA (Space Solar Power Station via Orb-shape Membrane Energy Gathering Array) erzeugte Strom sollte dann mit einer scheibenförmigen Phased-Array-Antenne von 1 km Durchmesser auf 5,8 GHz zur Erde übertragen werden, eine relativ niedrige Frequenz, bei der die übertragene Leistung auch bei monsunbedingt bedecktem Himmel wenig gedämpft wird.
Beim Stand der Technik von 2015 konnte ein derartiges Kraftwerk mit einer auf der Erde in das Stromnetz einspeisbaren Leistung von 2 GW frühestens 2050 realisiert werden. Die Vorplanungen dafür wurden dennoch von der Nationalen Stiftung für Naturwissenschaften gefördert.
Im Jahr 2022 ging man weiterhin davon aus, dass das OMEGA-Kraftwerk (oder ein anderes Kraftwerk mit 2 GW Leistung) 2050 gebaut werden würde.
Zum Vergleich: das Kernkraftwerk Taishan in Guangdong liefert 3,32 GW, die Drei-Schluchten-Talsperre in Hubei 22,5 GW.
Im Oktober 2018 stellten Duan Baoyans Mitarbeiter Li Meng (李萌) und Zhang Yiqun (张逸群) in den Acta Astronautica ein weiteres Konzept vor. Dort ist geplant, eine schwenkbare, auf die Sonne ausrichtbare Anordnung von leichten Fresnel-Linsen mit jeweils 10 m Durchmesser zu verwenden, von denen jede das Sonnenlicht 1600-fach bündelt. Im Fokus einer jeden Linse, 12,5 m hinter der Linse, befindet sich das Ende eines flexiblen Lichtleitkabels, das am anderen Ende mittels einer Kupplung über einem unbeweglichen, quadratischen Sandwich-Modul aus Solarzellen, dem Mikrowellensender und der Phased-Array-Antenne befestigt ist. Die einzelnen Lichtleitkabel werden hierbei nach dem Prinzip der Konzentratorzelle auf engem Raum zusammengefasst.
Eines der Probleme hierbei ist, dass sich – anders als bei der SSPS-OMEGA, wo das rotierende Solarmodul von der Mikrowelleneinheit getrennt und mit dieser über ein Kabel und einen straßenbahnähnlichen Stromabnehmer verbunden ist – nicht nur die Solarzellen, sondern auch die mechanische Struktur und die Elektronik für den Mikrowellensender erhitzen können. Bei einer Entfernung von 200 m von der Linsenanordnung, wo die Fresnel-Linsen das Sonnenlicht nur noch etwa 50-fach konzentrieren, treten auf dem Solarmodul Temperaturen von bis zu 400 °C auf, bei 800 m immer noch mehr als 80 °C.
Bei dem Solarmodul und bei der Linsenanordnung handelt es sich um starre Strukturen, während die Lichtleiter-Bündel biegsam sind. Um die Anlage stabil zu halten, sind neben jeweils einem mit einem Schwenkmotor versehenen Satelliten an den beiden Enden der Rotationsachse der Linsenanordnung vier weitere Satelliten an den Ecken des Solarmoduls nötig.
Die bei der Ausrichtung der Linsenanordnung auf die Sonne hin auftretenden Kräfte sind schwierig zu modellieren, die Schwingungsunterdrückung gestaltet sich anspruchsvoll.
Stand 2022 wird dieses Konzept nicht weiter verfolgt. Anders dagegen das Multi-Rotary Joints SPS, das Li Meng, Hou Xinbin (侯欣宾) und Chen Ying (陈颖) bei der International SunSat Design Competition 2014/2015 der amerikanischen National Space Society eingereicht hatten. Das „Team CAST“ hatte damals den ersten Preis gewonnen.
Bei diesem Konzept wird auf eine Fokussierung des Lichts verzichtet. Stattdessen setzen die Ingenieure auf rotierende Solarmodule ähnlich den „Windmühlenflügeln“ an den Wissenschaftsmodulen der Chinesischen Raumstation. Damit ergeben sich weniger Temperaturprobleme, und durch die modulare Bauweise kann das Kraftwerk nach Fertigstellung der Sendeantenne und der tragenden Struktur bereits in Betrieb gehen, während schrittweise weitere Solarzellenflügel eingebaut werden. Während jedoch das OMEGA-Kraftwerk eine sich selbst stützende Hohlkugel ist, entfernt vergleichbar einer geodätischen Kuppel, handelt es sich hier um eine 11,8 km lange und 620 m breite Rechteck-Konstruktion aus Gitterträgern. Dies ist statisch wesentlich schwieriger zu handhaben. Ein grundlegendes Problem bei orbitalen Sonnenkraftwerken ist, dass Raumflugkörper in einem geostationären Orbit nicht stationär sind, sondern wegen der auf sie einwirkenden Kräfte (Lichtdruck, Ausgasen etc.) ständiger Bahnkorrekturen bedürfen. Insbesondere der Lichtdruck ist bei einer ständig auf die Sonne ausgerichteten Solarzellenfläche von insgesamt 6 km² beträchtlich. Daher soll das 10.000 t schwere Kraftwerk mit mehreren hundert über die gesamte Struktur verteilten Reaktionsrädern sowie mehreren hundert Ionentriebwerken ausgerüstet werden, die es stabil halten, während seine Position und Fluglage ständig durch Sternsensoren, Sonnensensoren und Infrarot-Erdsensoren überwacht wird.
Die tragende Konstruktion besteht aus zahlreichen kleinen Raumflugkörpern von jeweils 2–3 t, die einen für den Transport zusammengefalteten Gittermasten von 100 m Länge ausfahren. Dazu kommen noch Knotenmodule in 十-, T-, L- und 135°-Form. Die Solarzellenflügel bestehen, wie bei der Chinesischen Raumstation, aus Dünnfilm-Galliumarsenid-Mehrschichtzellen, für die ein Wirkungsgrad von mindestens 40 % angestrebt wird. Die kleinste Einheit der Flügel ist ein Modul von 100 × 100 m, das in zusammengefaltetem Zustand ins All befördert wird und etwa 3 t wiegt (zur Einordnung: die Solarzellenflügel der Chinesischen Raumstation sind 30 m lang).
Jedes dieser Module soll eine Leistung von 4 MW erzeugen. Jeweils 12 dieser Module sind in einer 6×2-Anordnung zu einem 36 t schweren Solarzellenflügel von 200 × 600 m zusammengefasst. Mit einer Fläche von 0,12 km² erzeugt ein derartiger Flügel 48 MW. Die 50 Flügel erzeugen somit eine Bruttoleistung von 2,4 GW. Um diese Strommengen über mehrere Kilometer zur Sendeantenne zu transportieren, findet eine mehrfache Umformung statt, der Stromtransport erfolgt über „Hochspannungsleitungen“ mit 5 kV und 20 kV. Von den 2,4 GW Bruttoleistung werden 0,4 GW für den Betrieb des Kraftwerks benötigt, unter anderem für die Ionentriebwerke. 2 GW sollen abgestrahlt werden, und man hofft, dass davon 1 GW bei den Endverbrauchern ankommt,
Stand 2022 zunächst Satelliten in erdnahen Umlaufbahnen.
Seit 2019 stellt das Forschungszentrum für Weltraumenergietechnik einen Teil des Personals der Chinesischen Versuchsbasis für weltraumgestützte Sonnenkraftwerke in den Bergen westlich von Chongqing, wo praktische Versuche zur Energieübertragung mittels Mikrowellen durchgeführt werden.
Neben Mikrowellen verfolgt die Gruppe um Hou Xinbin mittlerweile auch Energieübertragung durch Laser. Diese Methode eignet sich zwar nicht zur Stromversorgung von terrestrischen Objekten – Laserlicht wird durch Nebel, Regen und Wolken blockiert – dafür aber sehr gut für Satelliten, die in Umlaufbahnen unter einem geostationären Sonnenkraftwerk die Erde umkreisen, oder auch für Geräte in schattigen Kratern der Polregionen des Mondes.